# 5me Escadrille de Chasse
Az 5me Escadrille de Chasse (röviden 5me) egy belga első világháborús repülő osztag volt, ami a légtér területén harcolt az ellenséges gépek ellen.

## Megalakulása és részvétele a háborúban
Az egység 1916 augusztusában alakult és szeptemberben sorozták be. Első győzelmét az egyik pilóta aratta 1916. november 17-én. Az egység parancsnoka megalakulása után egészen beolvasztásáig Jules Dony volt. Az 5me Escadrille 1916-tól 1917 nyaráig La Panne-ben, 1917 nyarától egészen 1918 márciusáig Les Moeres-ben állomásozott. Az osztag több győzelmet is elért, ebből több mint 15 igazolatlan. A légi egységben szolgált a harmadik legjobb) belga pilóta, Edmond Thieffry. Ő tíz légi győzelmet ért el, mindet ennél az osztagnál Nieuport 11 és SPAD VII-es gépével. A háború alatt az egység katonái közül két pilóta vesztette életét harc közben és egy pilóta tűnt el. Az osztagot 1918 márciusában beolvasztották a 10me Escadrille de Chasse egységbe, így ezen a néven megszűnt.